# Мёртвые пледов не носят
«Мёртвые пледов не носят» — американская кинокомедия 1982 года, снятая по сценарию и с участием Стива Мартина в качестве пародии на американские детективные фильмы 1940-х—1950-х годов. В картине использованы подходящие по сюжету фрагменты из знаменитых фильмов эпохи нуара.
Этот фильм посвящён памяти художницы по костюмам Эдит Хэд. Она работала над многими фильмами 40-х — 50-х годов. Фильм «Мёртвые пледов не носят» стал её последней работой.

## Сюжет
К частному детективу Ригби Рирдону обращается за помощью женщина Джулия Форрест. У неё пропал отец, производитель сыров, официальная версия следствия — он погиб в обычной автокатастрофе. Джулия же думает, что это было спланированное убийство. Эту версию и должен проверить Ригби Рирдон. В итоге оказывается, что отец Джулии захвачен неонацистской бандой, стремящейся к захвату мирового господства…

## В ролях
- Стив Мартин — Ригби Реардон
- Рэйчел Уорд — Джульетта Форрест
- Рени Сантони — Карлос Родригес
- Карл Райнер — фон Клюк
- Джордж Гейнс — доктор Форрест
- Фрэнк МакКарти — Вайтер
- Эдриэн Рикард — Милдред
- Чарли Пичерни — Капюшон
- Джин Лабелл — Капюшон
- Джордж Савайа — Капюшон

В использованных фрагментах из классических фильмов играют Эдвард Арнольд, Ингрид Бергман, Хамфри Богарт, Валли Браун, Джеймс Кэгни, Вильям Конрад, Джеф Кори, Джоан Кроуфорд, Бетт Дейвис, Брайан Донлеви, Кирк Дуглас, Ава Гарднер, Кэри Грант, Алан Лэдд, Вероника Лейк, Берт Ланкастер, Чарльз Лоутон, Чарльз МакГроу, Фред МакМюррей, Джон Мильян (Йован Мильянович), Рэй Милланд, Эдмонд О’Брайан, Винсент Прайс, Барбара Стэнвик, Лана Тёрнер, и Норма Варден.

## Съёмочная группа
- Авторы сценария: Карл Райнер, Джордж Гайп и Стив Мартин
- Режиссёр: Карл Райнер
- Продюсеры: Уильям Мак Юэн, Дэвид Пикер и Ричард Мак Вортер
- Оператор: Майкл Чэпман
- Композитор: Миклош Рожа
- Художник: Джон де Куир
- Монтаж: Бад Молин
- Костюмы: Эдит Хэд

## Использованные фильмы
- Оружие для найма (1942)
- Стеклянный ключ (1942)
- Двойная страховка (1944)
- Потерянный уикэнд (1945)
- Убийцы (1946)
- Джонни Игер (1941)
- Хранитель пламени (1942, в титрах не указан)
- Обман (1946)
- Юмореска (1946)
- Глубокий сон (1946)
- Почтальон всегда звонит дважды (1946)
- Чёрная полоса (1947)
- Подкуп (1949)
- Белая горячка (1949)
- Подозрение (1941)
- Дурная слава (1946)
- Я всегда одинок (1947)
- Извините, ошиблись номером (1948)
- Водоворот (1949)
- В укромном месте (1950)